# Enrico Zuccalli
Enrico Zuccalli (Johann Heinrich Zuccalli ; c. 1642 – 8 de março de 1724) foi um arquiteto suíço que trabalhou para os regentes de Wittelsbach da Baviera e Colónia.

## Biografia
Zuccalli nasceu em Roveredo, então parte da República das Três Ligas (hoje Cantão de Grisões, Suíça). A partir de 1669, viveu em Munique e tornou-se um importante representante da introdução da arquitetura barroca italiana na Alemanha. Era um grande rival de outro arquiteto suíço, Giovanni Antonio Viscardi.Em 1672, Zuccalli tornou-se arquiteto-chefe da corte da Baviera como sucessor de Agostino Barelli e permaneceu no cargo até a invasão austríaca da Baviera em 1706. Morreu em Munique.
Tio de (Giovanni) Gaspare Zuccalli, que construiu duas igrejas em Salzburgo.

## Principais obras

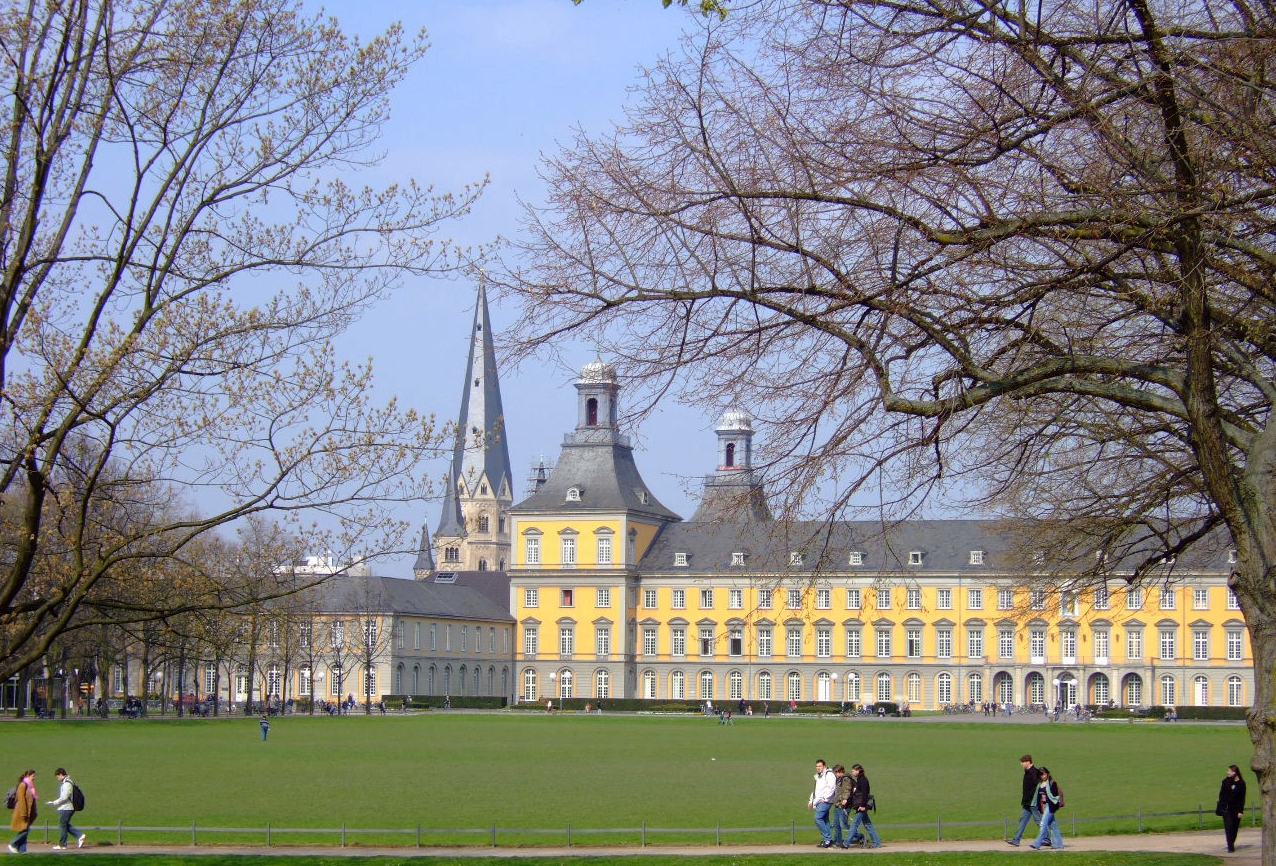
Palácio Eleitoral de Bonn

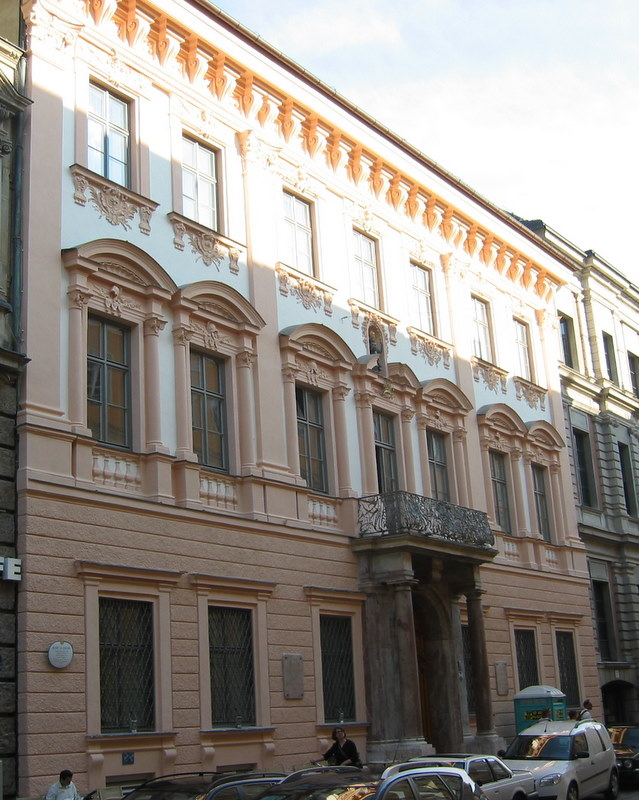
Palácio Pórcia

- Theatinerkirche (Munique) desde 1674 (completando o trabalho de Barelli)
- Residência, Munique (1680–1701)
- Palácio de Lustheim (1684–1689)
- Palais Porcia em Munique (1694)
- Palácio Eleitoral de Bonn (1697–1702) (mais tarde concluído por de Cotte)
- Palácio de Schleissheim (1701–1704) (mais tarde concluído por Effner)
- Abadia de Ettal reconstruída (1709–26)